# Comet Impact – Killer aus dem All
Comet Impact – Killer aus dem All (Originaltitel: Impact Earth) ist ein britischer TV-Katastrophenfilm von Regisseur Keith Boak aus dem Jahr 2007.

## Handlung
Vor Irland stürzt ohne Vorwarnung ein Komet ins Meer und löst einen gewaltigen Tsunami aus. Infolge machen NASA-Experten eine furchtbare Entdeckung: Der Komet war nur ein Teil eines weitaus größeren Asteroiden, der Kurs auf den Nordwesten der USA nimmt. Wenn nichts geschieht, wird er mit der Wucht von sechs Millionen Hiroshima-Bomben auf der Erde einschlagen. Das US-Militär will den Kometen mit Atombomben stoppen, doch Forscher Josh Hayden hat seine Zweifel an der Wirksamkeit des Plans.

## Ausstrahlung in Deutschland
Die deutsche Free-TV Premiere erfolgte am 2. Januar 2008 zur Primetime auf ProSieben. Diese erreichte in der werberelevanten Zielgruppe 15,3 Prozent Marktanteil durch 2,03 Millionen Zuschauer. Insgesamt sahen 3,18 Millionen Zuschauer den Film (9,7 Prozent Marktanteil). Anschließend wurde eine Wiederholung der themennahen Folge Apokalypse – Wann kommt der Todesmeteorit der Sendereihe Galileo gezeigt.
Am 17. Januar 2008 wurde der Film zudem auf DVD veröffentlicht.

## Kritik
Das Lexikon des internationalen Films reüssierte, das „Doku-Drama spielt das Katastrophenszenario auf Grundlage wissenschaftlicher Erkenntnisse durch, zeigt die vermuteten Reaktionen auf den Zusammenprall und fragt, ob die Erde einen solchen Einschlag überstehen könnte“. Das Kinomagazin Cinema meinte, der Film biete nur „mäßige Effekte“, sei aber „trotzdem spannend“.